# Sondersdorf
Sondersdorf é uma comuna francesa na região administrativa de Grande Leste, no departamento Alto Reno. Estende-se por uma área de 8,33 km². Em 2010 a comuna tinha 332 habitantes (densidade: 39,9 hab./km²).